# 江戸川競艇場
江戸川競艇場（えどがわきょうていじょう）は、東京都江戸川区東小松川三丁目にある競艇場。全国で唯一、河川の水面を利用した競走水面をもつ。

## 概要
1955年（昭和30年）8月12日に初開催が行なわれた。江戸川区にある競艇場ということから江戸川の名を冠してはいるが、実際にレースが行われているのは中川である。

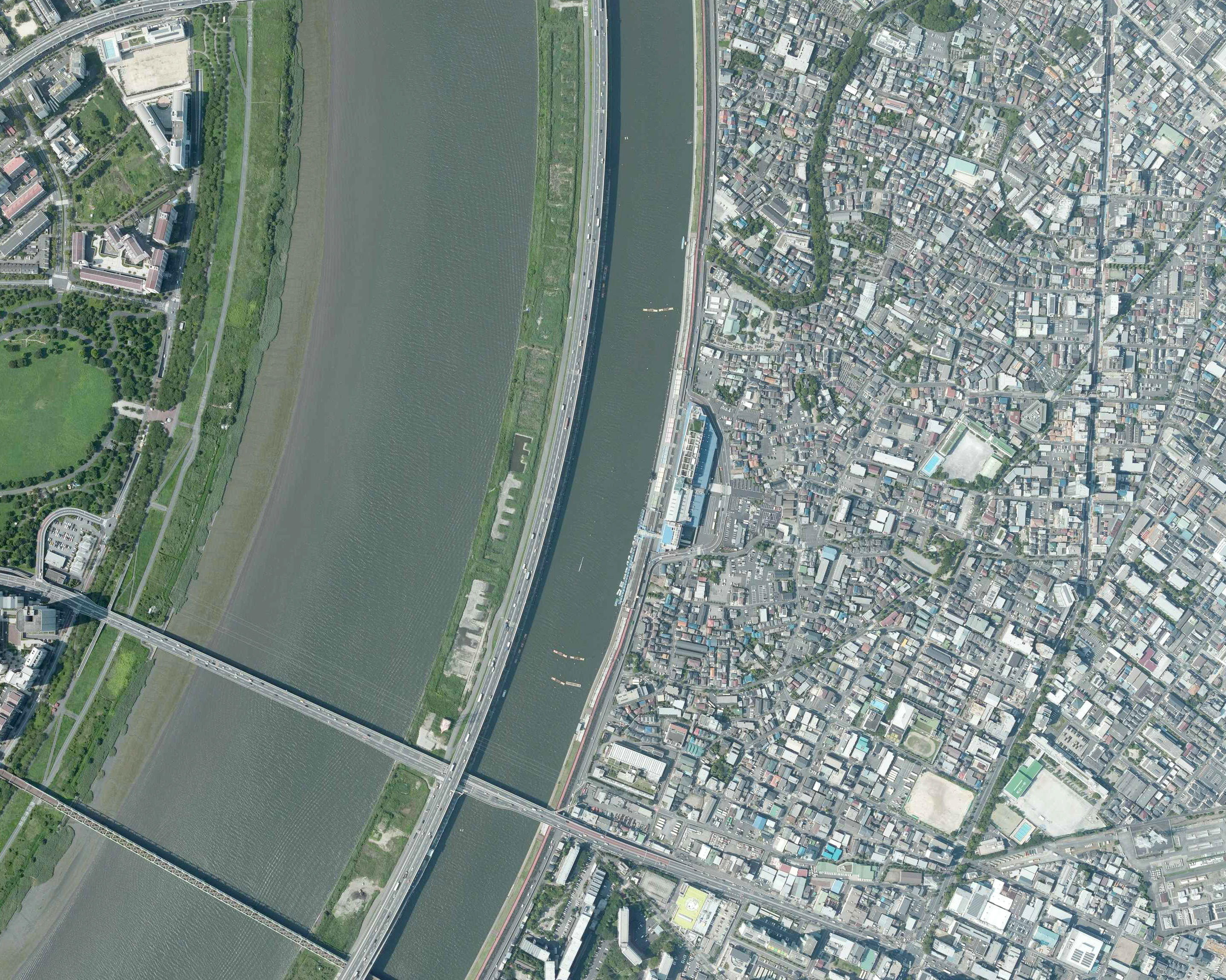
江戸川競艇場周辺の空中写真。2019年8月3日撮影。。

2010年度以降の通称は、BOAT RACE江戸川。2015年度以降、現在の正式名称「江戸川ボートレース場」となる。
主催者は、東京都六市競艇事業組合（構成自治体:八王子市、武蔵野市、昭島市、調布市、町田市、小金井市）と東京都三市収益事業組合（構成自治体:多摩市、稲城市、あきる野市）で、いずれも一部事務組合である。
施設のオーナーは「関東興業」で、東京都3競艇場施設所有企業中唯一、鉄道系列会社資本ではない。
日本最東端の競艇場である。

## 主な競走
正月には新春金盃、ゴールデンウィークにはゴールデンカップ、お盆には大江戸賞、年末には京葉賞が行われている。
企業杯としてアサヒビールカップが行われている。
例年、6月頃に周年記念競走 (GI) として江戸川大賞が行われている。以前は「全日本モーターボートグランプリ」というタイトルであった。
- 2007年の第52回の準優勝戦で4艇F[4]（1号艇 中野次郎、2号艇 濱野谷憲吾、3号艇 山崎智也、4号艇 荒井輝年）のスタート事故が発生した。
- 2008年の第53回大会は改修工事のため蒲郡競艇場を借り上げて開催された。

## 水面の特徴
1931年完成の人工河川「中川放水路」の流路にあり、全国で唯一河川の水面を利用した競艇場である
水質は汽水である。風の影響を受けやすく、そのために競走（レース）中止がよく発生する。また、川の流れの他、河口に近いことから上げ潮や下げ潮による水位の影響を受けやすく、川と潮がぶつかってうねりも度々発生するため競艇場の中でも屈指の難水面として知られている。インの勝率も全国平均と比べて低く、アウトコースから差しやまくりが決まったり、レースの最終盤まで上位入着艇が頻繁に入れ替わることも珍しくない。また前述の難水面によりレース途中での転覆や落水等のアクシデントも他の競艇場に比べて圧倒的に多いことから、選手の中には江戸川競艇場での競争斡旋を受けない者が多くいた。2025年にびわ湖競艇場が発表した資料によれば、2023年度に江戸川競艇場の斡旋を希望しない選手は646名と、他場の3倍以上となっている。
前述のように特異な水面であるため、艇界トップクラスの選手でも旋回に苦戦することがある一方、江戸川を得意とする「江戸川巧者」と呼ばれる選手も存在しており、この水面に対する巧拙は予想のファクターとして他場以上に重要な意味を持つ。特に潮流と風向きがぶつかり合うと波長が長いうねりを伴う波水面となり、波乗り技術の差が大きく出る。
進入はアウト屋等が大外に出る以外は、ほぼ全レースが3対3の枠なりとなる。これは潮の満ち引きに加え、スローに入る艇は定められた時間までにホームストレッチに艇を入れる必要があること・内規により3コースまでに入る艇はスローに入れるという決まり（4コース以降はスロー、ダッシュは問わない）・前づけの反則を厳しく取ること・ピットの位置などの問題もあるが、基本的にはこの水面の特殊性ゆえに選手間に存在する暗黙の合意（江戸川だから枠なり）に基づいている部分が大きいようである。このため、本来ならイン屋の西島義則や石川真二なども6コース進入という、他場ではまず見られない進入隊形になることも多い（西島の例、石川の例）。
1991年から2002年にかけて、フリースタイルの進入が採用され、3-3スタイルの内規廃止、前付けを含むコース変動が可能であった。実際、1991年の36周年記念の優勝戦では岩口昭三が6コース→2コース、43周年記念の優勝戦では金井秀夫が6コース→2コースと前付けを成功させているが、連対には至っていないが金井秀夫は準優勝戦でも前付けを行い、ここでは連対を果している。また44周年記念では初日のダイヤモンドレーサー賞において、17年ぶりの江戸川参戦であった中道善博が1号艇の熊谷直樹、2号艇の濱野谷憲吾に対して前付けを敢行し、イン逃げを決めている。

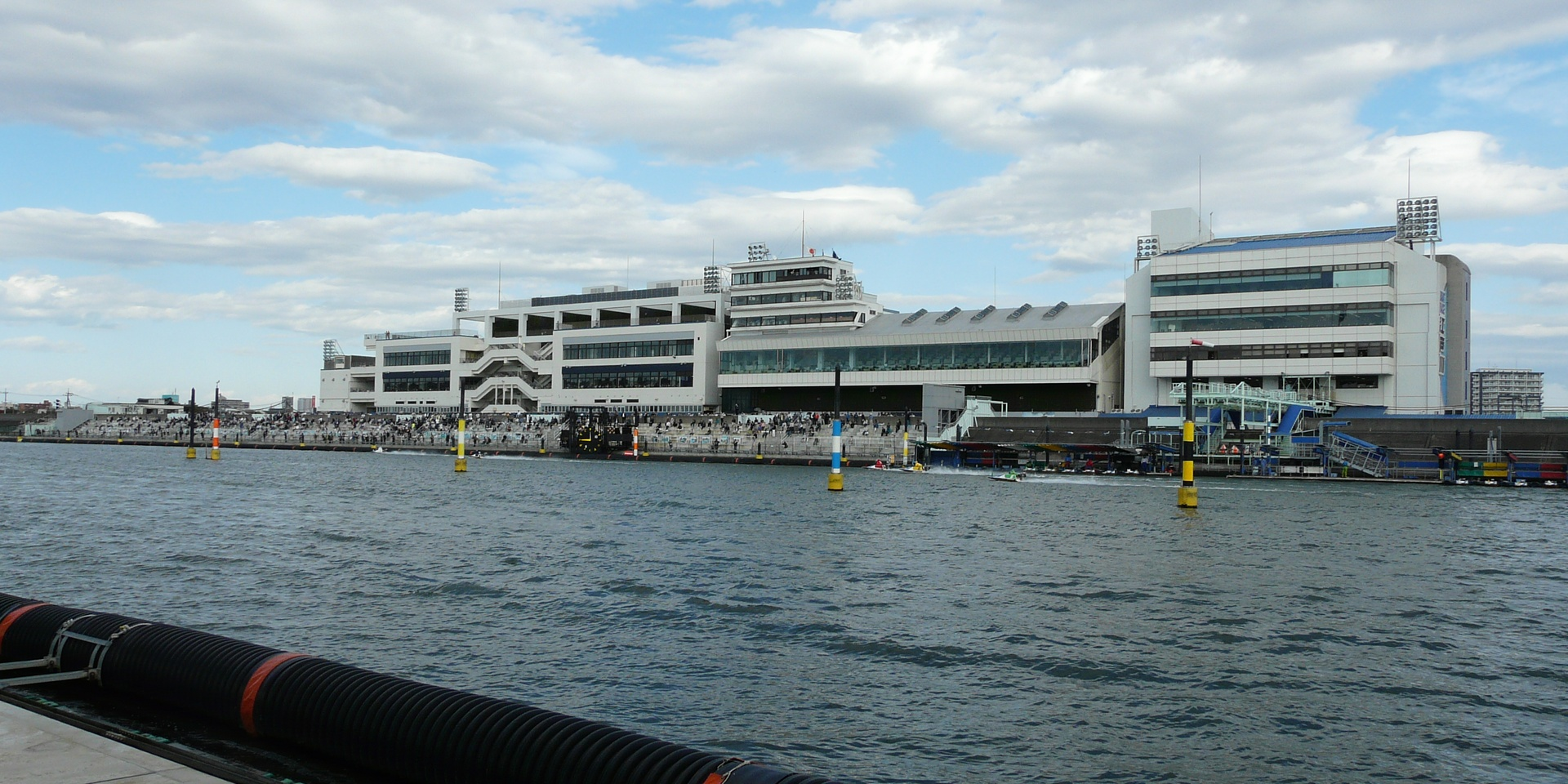
観客席
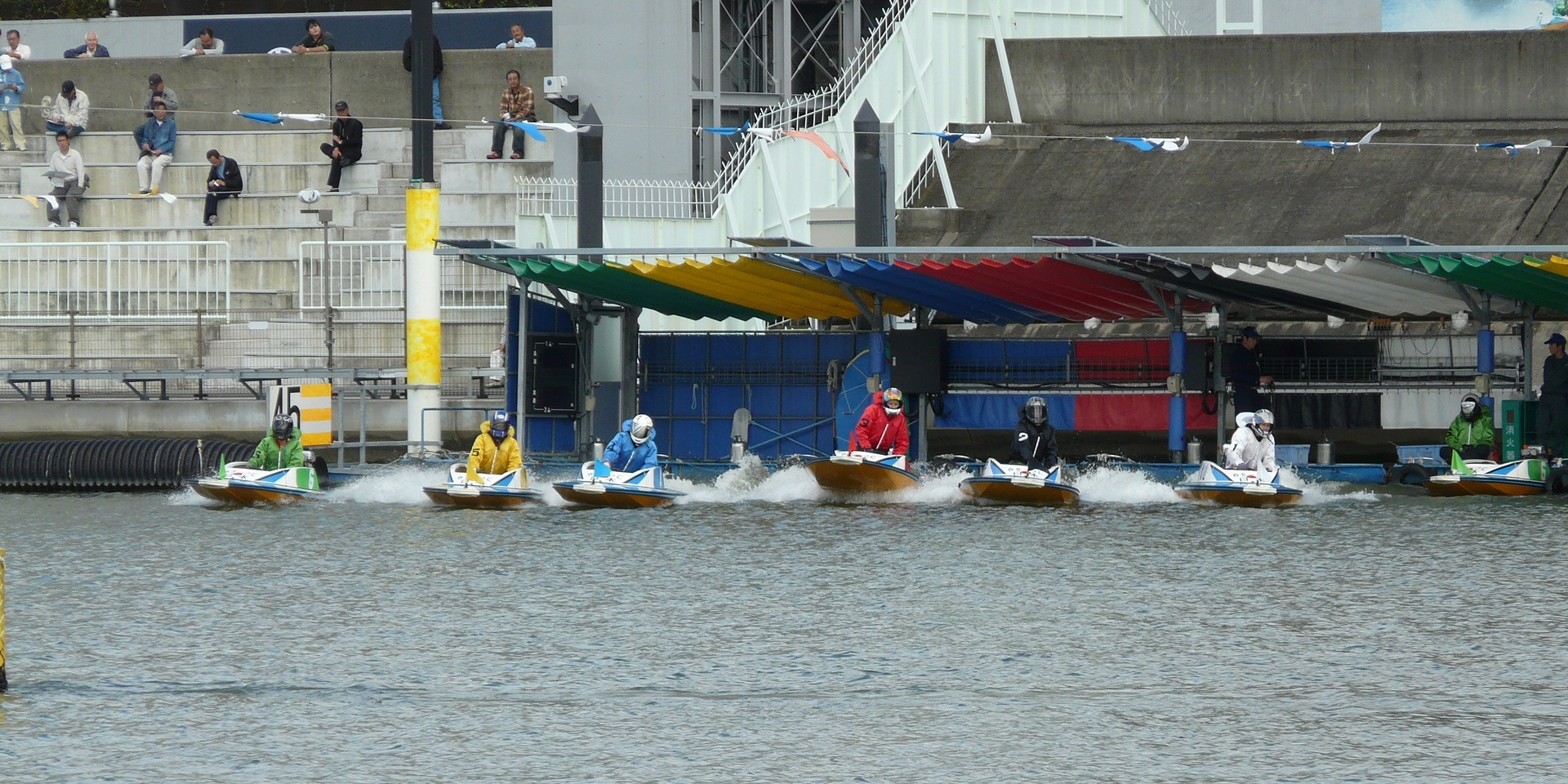
発走ピット
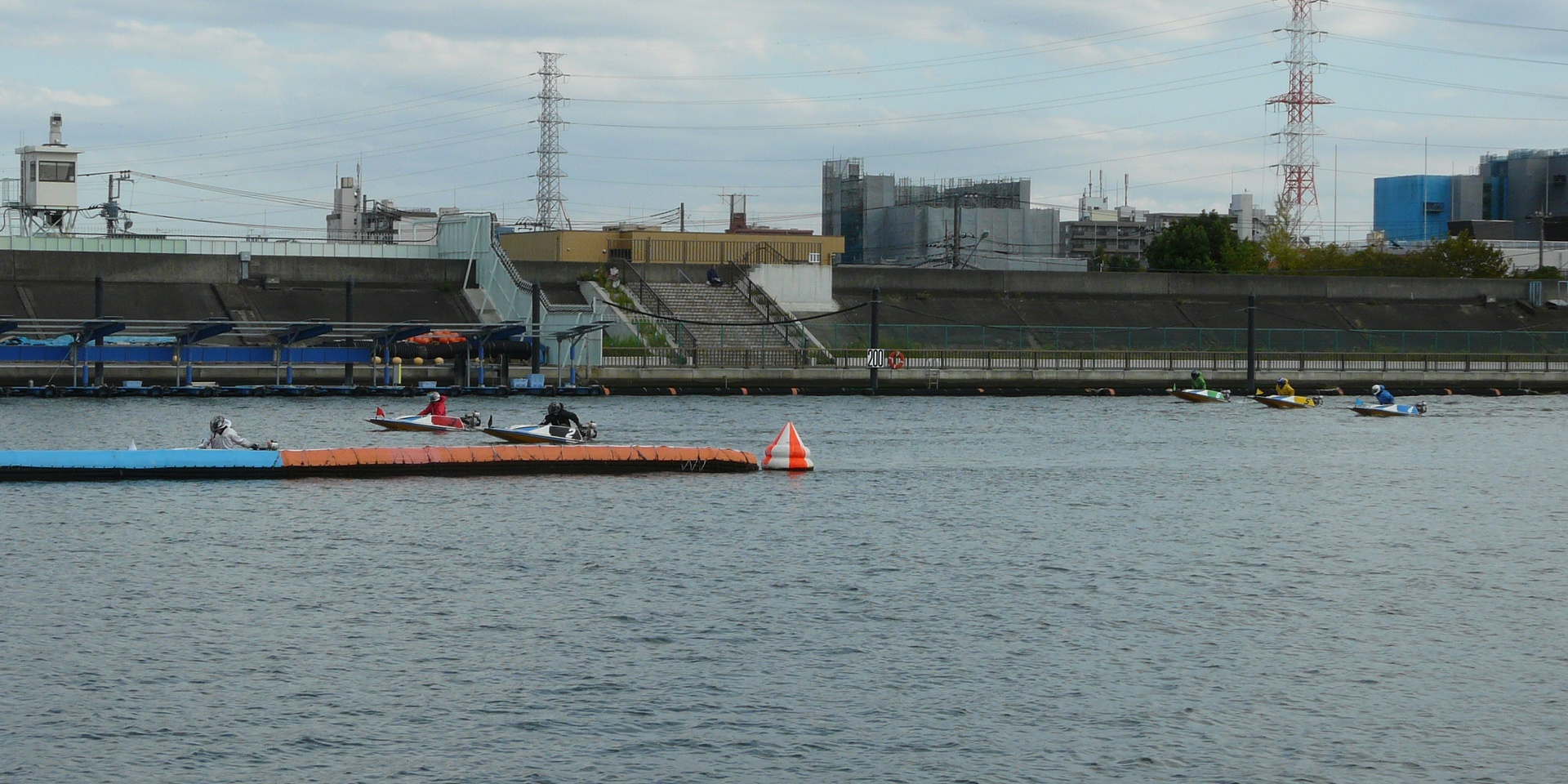
枠なり3対3の進入
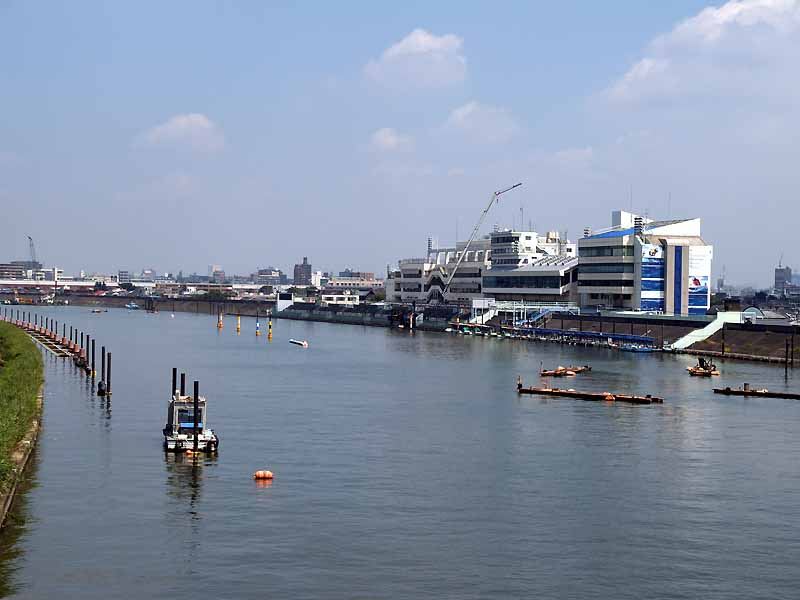
船堀橋から見た江戸川競艇場

## 施設の特徴
スタンド対岸に大型映像装置がなく、これは徳山競艇場と2場のみである。真上に首都高速中央環状線があり、大型映像装置を設置できないためである。代わりにスタンドの2マーク側に小さな映像装置があるため、スタートの際などにレースコースに対して横に向きながら観戦する。首都高速からはレース場付近から防音壁が高くなるために内部を見ることができない。スタンドの対岸側首都高速下の堤防からは場内実況は聞こえないものの、無料でレースを観戦できる。
堤防の法面自体が階段状のスタンドになっており、舟券購入後に水面に出るには一度堤防を上らなければならない。
建物とスタンドの間は都道東京都道450号新荒川葛西堤防線となっており、レース開催日は締め切られ、レースが開催されていない時期は道路として利用される事になっていたが、近年は常時閉鎖されており、競艇場正門前の道に迂回する措置が取られている。

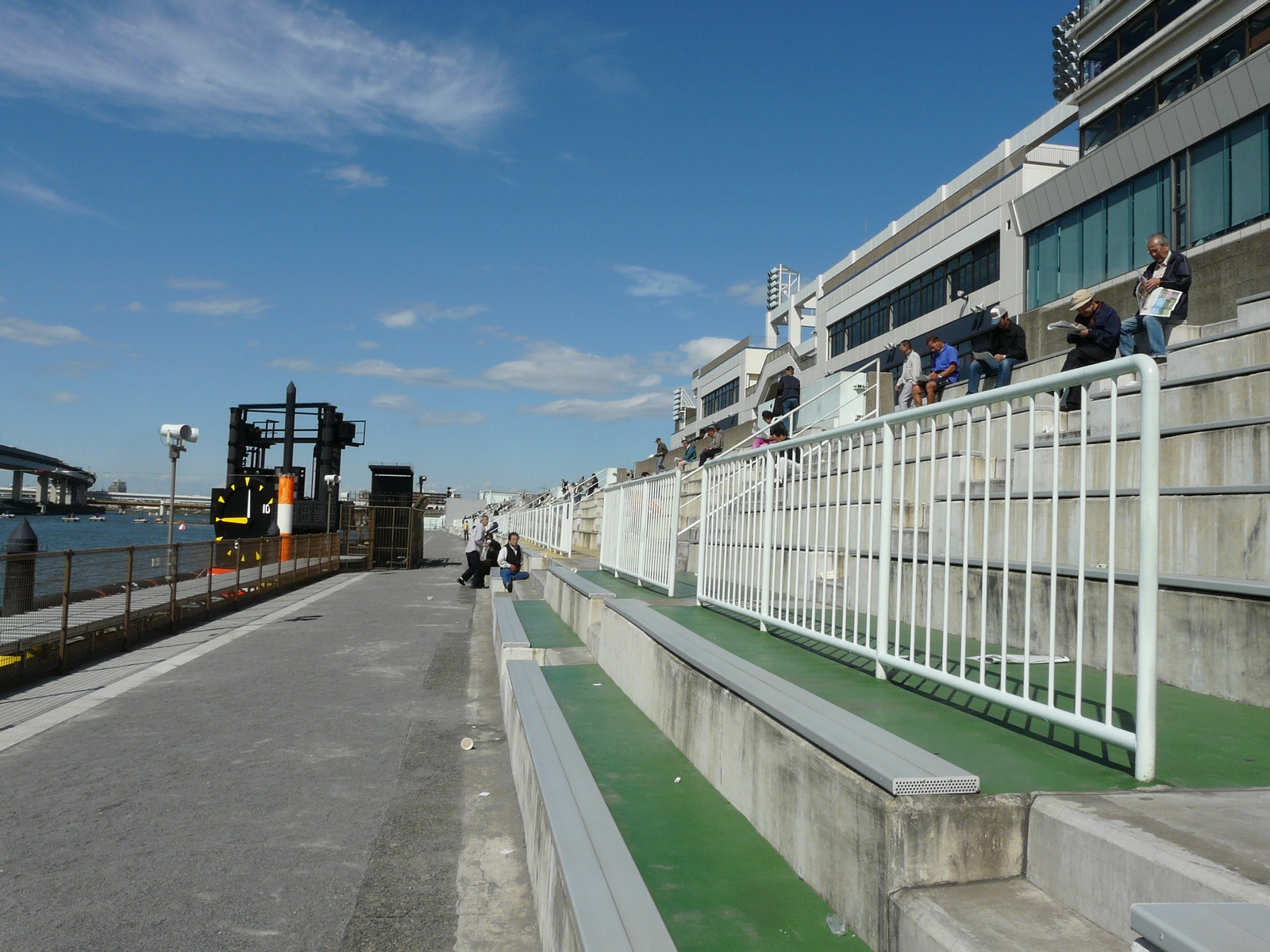
観客席/コース側
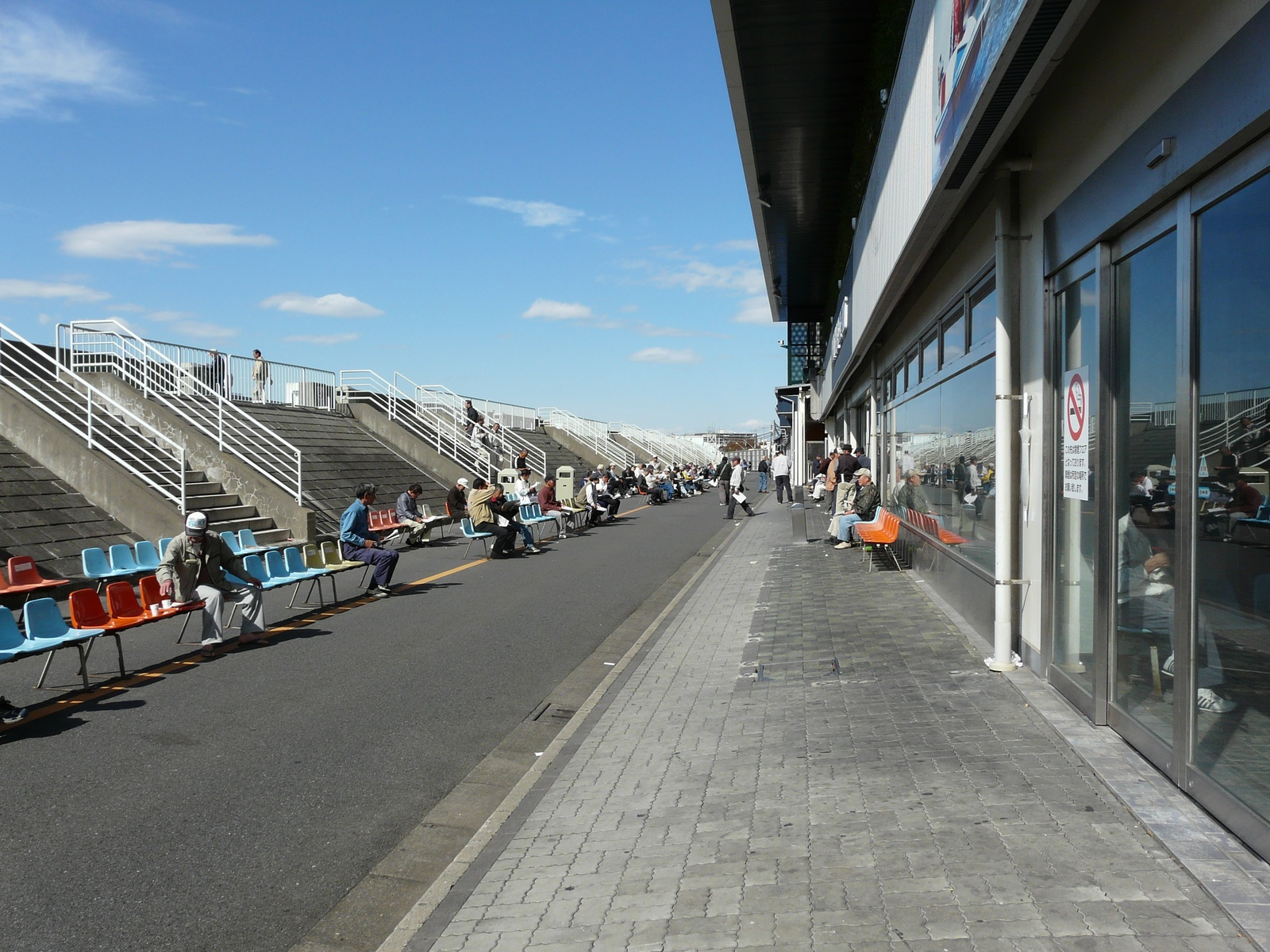
観客席/スタンド側。ベンチが置かれている部分が都道450号線
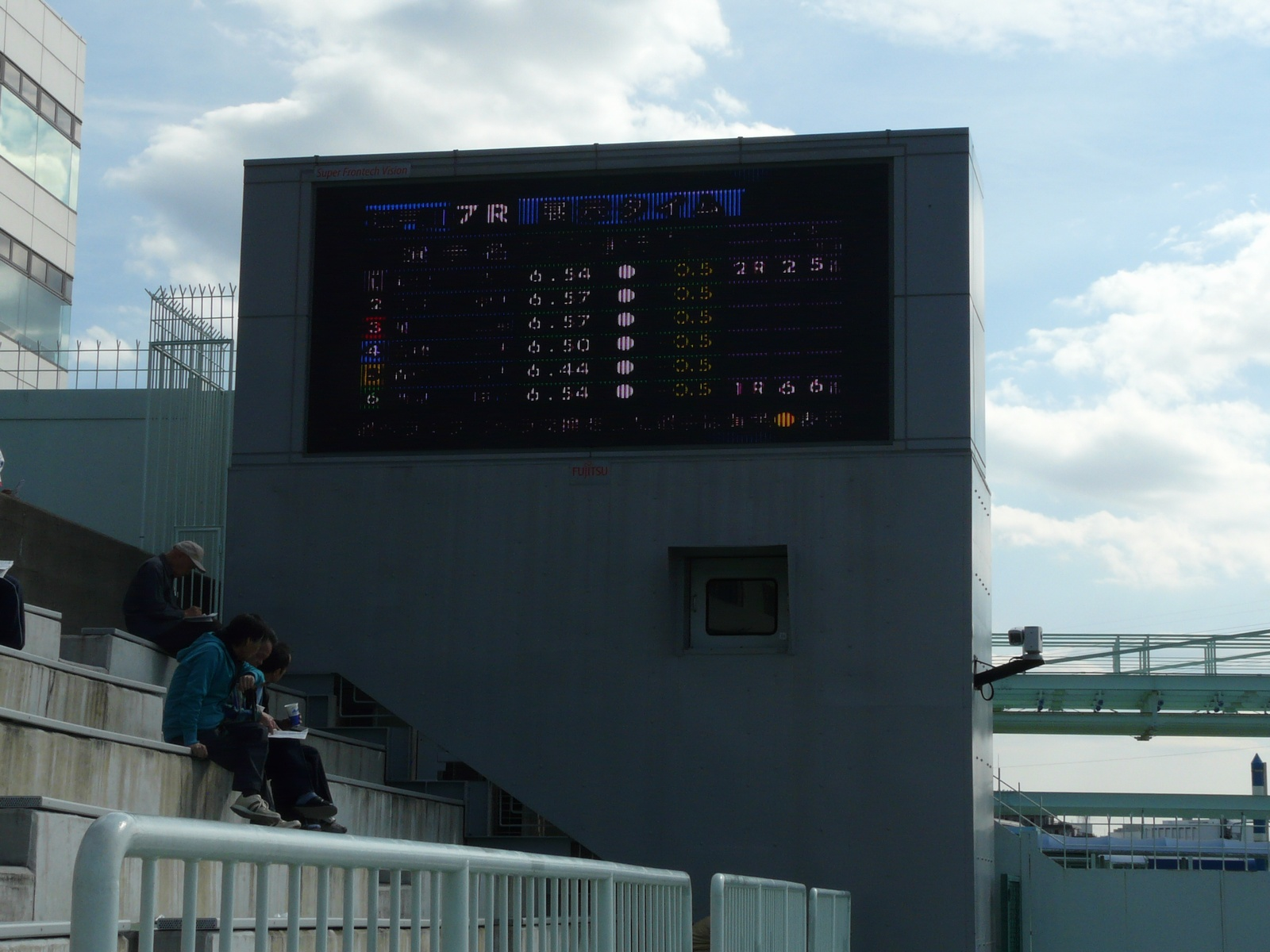
電光掲示板
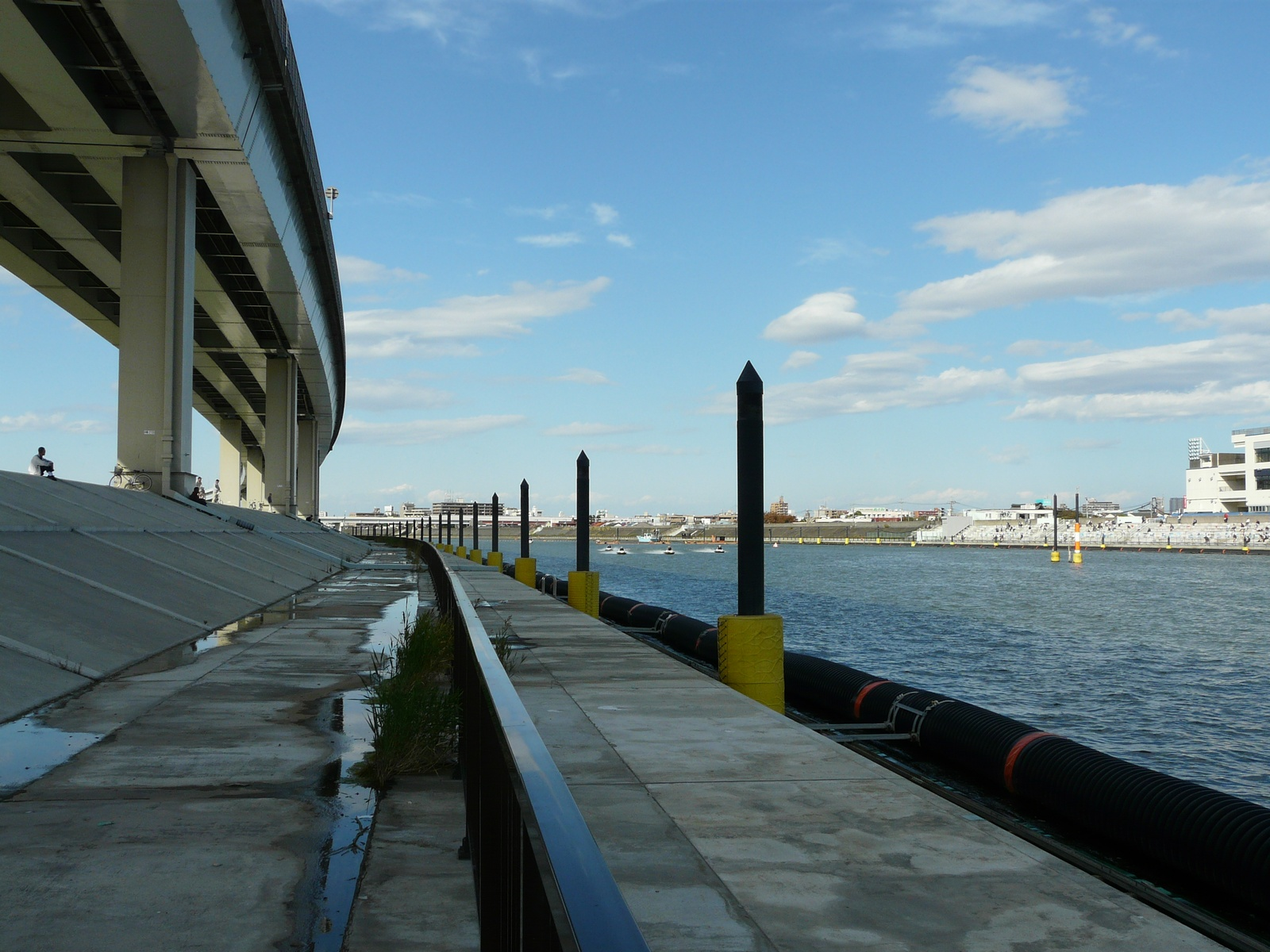
競艇場対岸
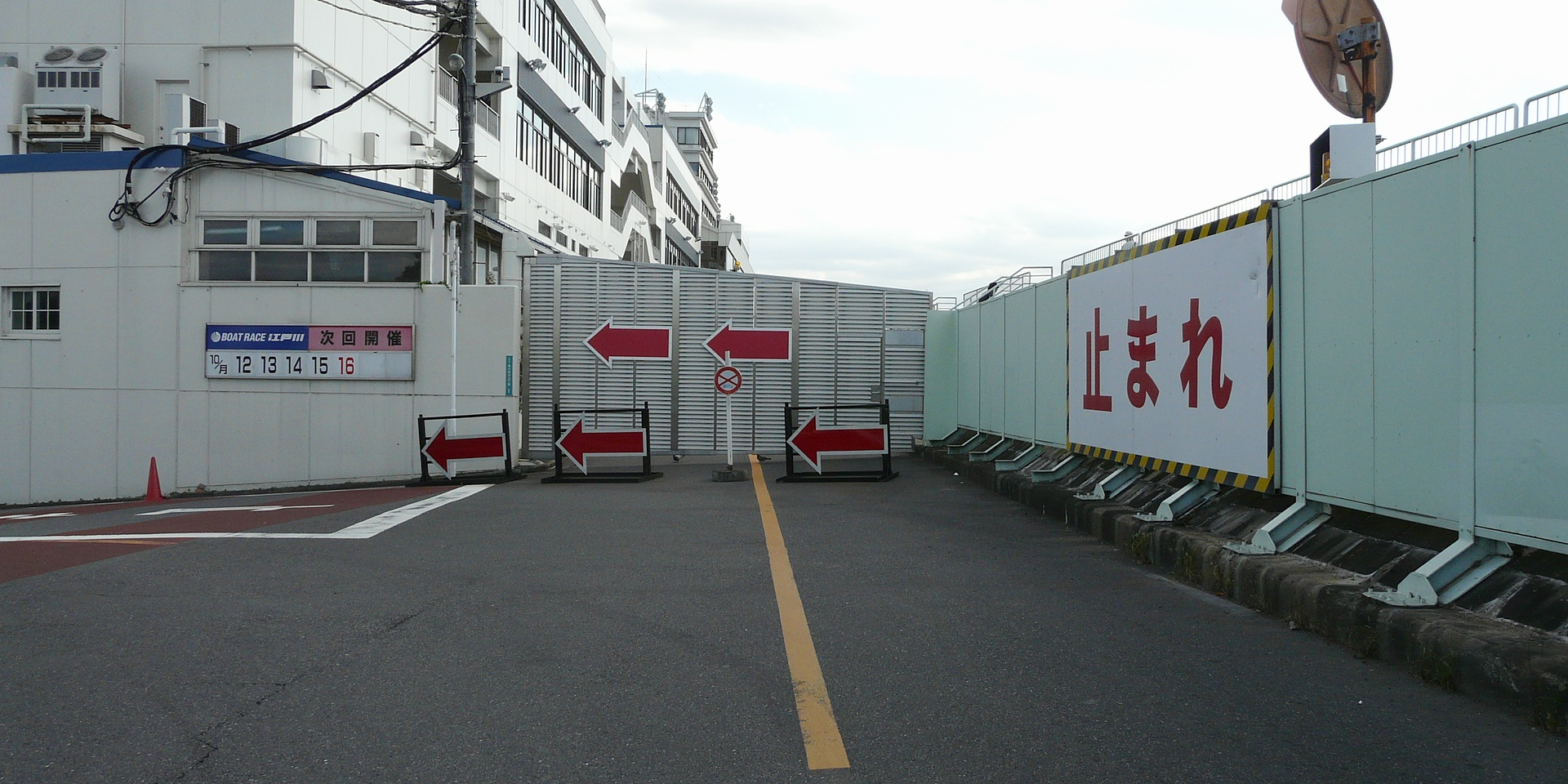
閉鎖中の都道

## 外向発売所
2012年4月3日に、外向発売所がBOAT RACE 365としてリニューアルした。当初は1日最大8場（96レース）を発売し、全国最大であった。営業時間は7:30 - 21:00であり、モーニングレースを発売する日もある。2016年7月16日からは1日最大12場（144レース）に拡大する。
施設名称には365と入っているが、年間営業日数は330日である。

## SG開催実績
| 年度 | 競走名                | 優勝者   | 登番 | 出身 |
| ---- | --------------------- | -------- | ---- | ---- |
| 1958 | 第5回全日本選手権競走 | 三津川要 | 13   | 滋賀 |

## 備考

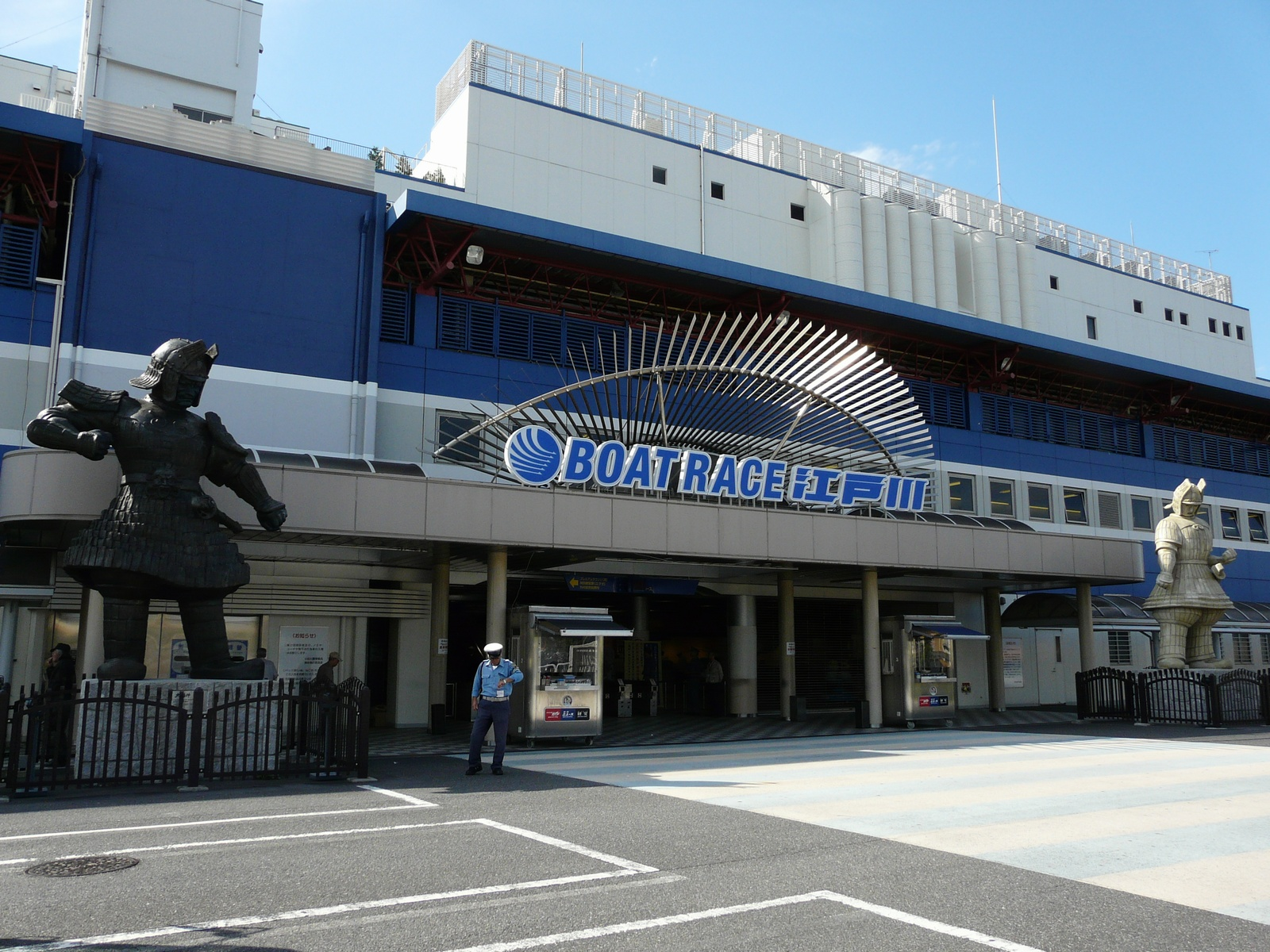
魔神像

- 以前は開催時期によって、通常は11時締め切りの第1レースが12時締め切りのハッピーサマーレースと、10時締め切りのハッピーウインターレースを行っていた。
  - 前者は主に日没の遅い夏季開催（薄暮競走に準じる）、後者は日没が早い冬季開催に行う。
- 1958年に開催された第5回全日本選手権競走は当時の四大競走であり、特別競走だった。そのため、日本の競艇においてグレード制が成立してからは、都内のSG競走は多摩川競艇場（府中市）と平和島競艇場（大田区）の2場での開催に留まり、2021年現在江戸川は唯一SG開催の実績が無い。
- 1972年12月9日、観客500人が10R終了後に「八百長だ」として騒ぎ、投票所などを破壊、放火する事件に発展した[10]。
- 1986年4月～2000年3月にかけては、前検日と開催中[† 7]の毎日夜10時30分から15分間、レース結果と展望の番組が千葉テレビで放送され、この時期から既に「ボートレース江戸川」の名称を使用していた。
- マスコットキャラクターはうさぎのラリーと亀のバディ。2匹をあわせてラリーズと称される。それにちなんでラリーズカップが行なわれていた。また、2007年10月27日から外れ券を食べるDREAM GOATという名のヤギ型回収機が登場している。
- 中川の護岸耐震補強工事を施行したため、2008年2月から2009年5月まで本場開催を中止し場外発売のみを行っていた[† 8]。
- 2008年5月、入場門の左右に2体の大魔神が設置された。
- 改装後のスタンドでは「昭和」をイメージした展示（映画の看板など）が行われている。
- トータリゼータシステムは富士通フロンテック製を採用している。
- 2011年2月から、関東全5場とボートピア岡部・栗橋・横浜・平和島劇場との間で相互払戻（関東総合払戻）を開始、2012年4月より全国総合払戻サービスを開始した。
- 2013年4月18日に、これまでの指定席「EXE（エクゼ）」がリニューアルされ、指定席「MIYABI」になった[11]。プレミアムラウンジ「遊」も同日に特別観覧席「GOLD」と名称変更した。「MIYABI」は、これまでの個室の他にカラオケも楽しめる部屋や女性専用ルームが用意され、一部の座席はリクライニング式になる。また、両座席共に事前入金したICカードによるキャッシュレス端末使用も可能になった。
- 2015年1月24日の「第13回日本モーターボート選手会会長賞」から中継映像がハイビジョン化された。
- 2016年12月28日に、オール女子戦のイメージキャラクターを用いたスピンオフ企画『超速戦姫ヴァルキリータ→ン』が始動した[12]。
- 来場者の利便性向上のため、2020年8月19日からは、本場スタンドの一部を除く大半の投票機において、場内でも外向発売所と同じ1日最大12場の投票が可能となり、全国の競艇場の中でも最大の場外発売場を、本場開催中は場内から一旦外向発売所に出なくても、場内の12場発売対応の投票機において投票券を購入する事が可能となった。場内での発売時間は従来通り通常は10:00の開門からデイレース終了までとなり、最終レース終了後は外向発売所のみで発売を行うので注意が必要となる。また投票機の関係で一部の投票所は従来通りの5場発売となる機械が残るため、発売場が限定される機械については、投票機の上に5場発売の貼り紙で注意書きが表記される[13]。
- YouTube配信に力を入れている。パチスロライターのういちをメインに据えた「ういちの江戸川ナイスぅ〜っ!」や「ブラマヨ吉田とういちの漢舟」「貴族舟」などは競艇公式動画としては異例の人気を誇り、チャンネル登録者数も10万人を超え[† 9]、YouTubeから銀の盾を贈呈されている[14]。

### 2024年10月17日の火災の影響
2024年10月17日朝、競技棟の燃料保管庫にて火災が発生。モーターボートに燃料を給油中に引火したものとみられている。この影響で当日開催予定だった「GⅢオールレディース江戸川女王決定戦 KIRIN CUP」は中止、10月19日まで臨時休館日として本場・外向いずれも発売・払い戻し業務が休止された。外向発売所「BOAT RACE 365」は10月20日より営業を再開、施設火災による復旧作業を行い、11月18日の「ういちの江戸川ナイスぅ～っ！カップ」より本場開催を再開した。
この火災の影響で以下の全レースが中止された。
- にっぽん未来プロジェクト競走 in 江戸川（10月23日 - 27日）[21]
- 第48回日刊スポーツ杯（11月2日 - 5日）[22]

以下のレースは開催期間が変更される。
- 月兎ソースカップ（11月9日 - 12日を11月26日 - 29日に順延）[23]

## レースに関連したトラブル
江戸川競艇場は「日本一の難水面」と言われ、以下のレースはその影響を大きく受けた。
- 波高40cmで優勝戦開催 - 2001年4月2日 11R
- 待機行動中に舟艇転覆 - 2001年8月11日 11R
- 大波でレース挙行不能 - 2002年8月20日 8R

## 不祥事
1988年2月、江戸川競艇の職員が表向きには発売締切としていながら発売停止の処理を行わず、レーススタート後に先頭に立った艇を頭とした舟券をある程度発券してから即座に締め切りとし、2200万円あまりを不正に取得する事件が発覚した。一時は組織ぐるみの犯行が疑われたこともあり、再発防止策が不十分であるとして当時の運輸省及び自治省が開催権の更新を認めなかったため、同年3 - 5月にかけての開催が中止となった。なお当該職員は業務上横領罪で逮捕・起訴され、1991年5月に東京地方裁判所で懲役1年10ヶ月の実刑判決を受け、控訴するも1992年4月に東京高等裁判所にて棄却され実刑が確定している。

## 場外発売場
なし
- 2006年9月に千葉県習志野市にボートピア習志野を開設したが、2020年6月に廃止されている。

## アクセス

### 無料送迎バス

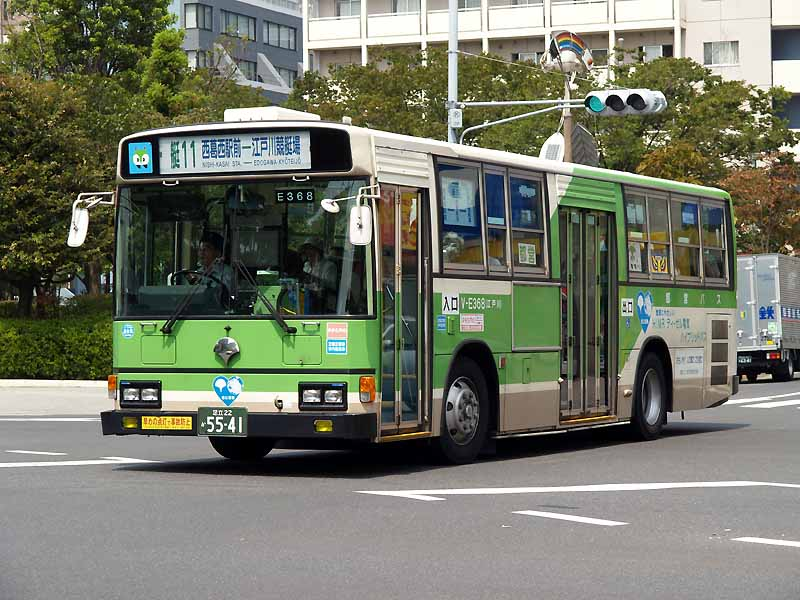
無料バス（西葛西・船堀発着）

- 都営地下鉄新宿線船堀駅前より約5分[1][29]
- JR東日本総武本線平井駅前より約15分[29]

### 車
- 首都高速中央環状線内回り船堀橋出入口より5分[30]
- 首都高速中央環状線外回り平井大橋出入口より6分
- 首都高速7号小松川線小松川出入口より5分[30]

### 徒歩
- 都営地下鉄新宿線船堀駅前より徒歩15分
- 都営バス新小21系統東小松川小学校前停留所より徒歩8分